# 多絲真鱈科
多絲真鱈科，又稱歪尾鱈科，為輻鰭魚綱鱈形目的其中一科，其下僅有一屬一種，即歪尾鱈（Euclichthys polynemus）。

## 分布
本魚僅分布於澳洲、紐西蘭、新幾內亞等海域。

## 特徵
本魚體延長，向後而漸細。口大，無頦鬚。背鰭兩個，彼此非常接近，第一背鰭較高，但基底很短，僅有12至15軟條；第二背鰭基底延伸至尾鰭，有軟條74至77枚之多；臀鰭基底亦很長，且分為前後兩部分，前面的15軟條高出，後面則有短小的軟條約77根；腹鰭喉位，有4根彼此分離且長的軟條，最長可達肛門後方；尾鰭小，下葉較上葉突出。體長可達25公分。

## 生態
本魚生活在中層水域活動的魚種，棲息深度大約200至500公尺。

## 經濟利用
產量大，但無經濟價值。